# New Revolution
Pour les articles homonymes, voir Révolution (homonymie).
New Revolution sont des montagnes russes en métal du parc Six Flags Magic Mountain, localisé à Valencia près de Santa Clarita en Californie, banlieue nord de Los Angeles, aux États-Unis. Son nom était Great American Revolution de 1976 à 1980, La Revolución de 1981 à 1987 et Revolution de 1988 à 2015.

## Le circuit

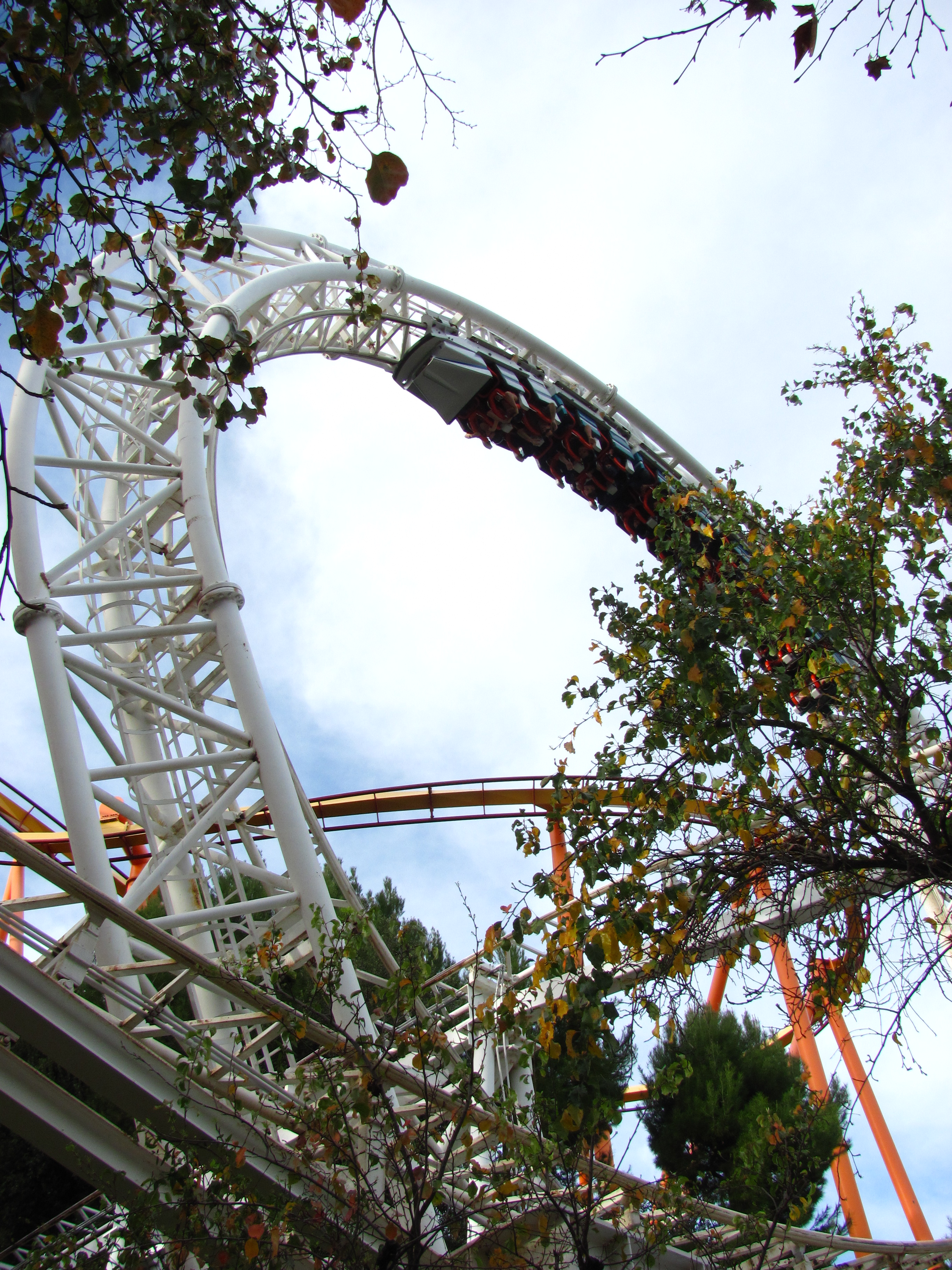
Le looping vertical.

Le circuit débute tout d'abord par un lift. Après trois descentes entre les arbres atteignant les 80 km/h, le train freine pour atteindre une longue descente faiblement inclinée et le premier et unique looping. Après cette inversion, le train accède à plusieurs autres descentes moins brusques mais avec des virages plus inclinés (et une voie traversant le looping) avant de retourner aux freins et à la station.

## Statistiques
- Force g : 4,9 g
- Éléments : looping de 27,4 m de haut, tunnel de 43,9 m de longueur
- Trains: 5 wagons par train. Les passagers sont placés par deux en deux rangs pour un total de 20 passagers par train.
- Premières montagnes russes modernes à posséder une inversion de 360°